# Liste der Stolpersteine in Barchfeld-Immelborn
Die Liste der Stolpersteine in Barchfeld-Immelborn enthält alle Stolpersteine, die im Rahmen des gleichnamigen Kunst-Projekts von Gunter Demnig in Barchfeld-Immelborn verlegt und gefunden wurden. Mit ihnen soll an Opfer des Nationalsozialismus erinnert werden, die in Barchfeld-Immelborn lebten und wirkten.
Im Ortsteil Barchfeld wurden seit 2013 34 Stolpersteine verlegt.

## Verlegte Stolpersteine
| Bild                                                      | Person, Inschrift | Adresse                            | Verlegedatum  | Anmerkung |
| --------------------------------------------------------- | --- | ---------------------------------- | ------------- | --------- |
| Stolperstein Barchfeld Bei der Kirche 1 Sophie Wolfermann | Hier wohnte Sophie Wolfermann geb. Ganzmann Jg. 1854 unfreiwillig verzogen 1939 Berlin deportiert 1942 Theresienstadt ermordet Sept. 1942 | Bei der Kirche 1 (Standort)        | 28. Aug. 2018 |           |
|                                                           | Hier wohnte Therese Wolf geb. Levor Jg. 1873 Flucht Holland interniert Westerbork deportiert 1943 Sobibor ermordet 28.8.1943              | Hotzelgasse 1 (Standort)           | 2. Sep. 2017  |           |
|                                                           | Hier wohnte Settchen Wolf geb.Rosenbaum Jg. 1874 Flucht Holland interniert Westerbork deportiert 1943 Sobibor ermordet 5.3.1943           | Hotzelgasse 1 (Standort)           | 28. Aug. 2018 |           |
|                                                           | Hier wohnte Friedrich Kohlmann Jg. 1887 Flucht 1933 Holland interniert Westerbork deportiert 1943 Auschwitz ermordet 19.11.1943           | Hotzelgasse 1 (Standort)           | 28. Aug. 2018 |           |
|                                                           | Hier wohnte Hildegard Kohlmann geb. Wolf Jg. 1898 Flucht 1933 Holland interniert Westerbork deportiert 1943 Auschwitz ermordet 19.11.1943 | Hotzelgasse 1 (Standort)           | 28. Aug. 2018 |           |
|                                                           | Hier wohnte Irmgard Kohlmann Jg. 1928 Flucht 1933 Holland interniert Westerbork deportiert 1943 Auschwitz ermordet 19.11.1943             | Hotzelgasse 1 (Standort)           | 28. Aug. 2018 |           |
|                                                           | Hier wohnte Emil Herrmann Jg. 1863 deportiert 1942 Theresienstadt ermordet in Treblinka                                                   | Liebensteiner Straße 11 (Standort) | 2. Sep. 2017  |           |
|                                                           | Hier wohnte Justin Herrmann Jg. 1896 Vorsteher jüd. Gemeinde 1929 - 1938 deportiert 1943 Theresienstadt ermordet in Auschwitz             | Liebensteiner Straße 11 (Standort) | 2. Sep. 2017  |           |
|                                                           | Hier wohnte Ludwig Herrmann Jg. 1899 deportiert 1943 ermordet in Auschwitz                                                                | Liebensteiner Straße 11 (Standort) | 2. Sep. 2017  |           |
|                                                           | Hier wohnte Martha Kahn geb. Herrmann Jg. 1904 Flucht 1939 Frankreich versteckt gelebt überlegt                                           | Liebensteiner Straße 11 (Standort) | 2. Sep. 2017  |           |
|                                                           | Hier wohnte Max Herrmann Jg. 1906 Flucht 1935 Palästina                                                                                   | Liebensteiner Straße 11 (Standort) | 2. Sep. 2017  |           |
|                                                           | Hier wohnte Rita Kahn Jg. 1930 Flucht 1939 Frankreich versteckt gelebt überlebt                                                           | Liebensteiner Straße 11 (Standort) | 2. Sep. 2017  |           |
|                                                           | Hier wohnte Mina Lion geb. Levor Jg. 1884 Flucht 1938 Holland interniert Westerbork deportiert 1943 Sobibor ermordet 16.7.1943            | Liebensteiner Straße 22 (Standort) | 28. Aug. 2018 |           |
|                                                           | Hier wohnte Isidor Levor Jg. 1881 Flucht 1938 Südafrika                                                                                   | Liebensteiner Straße 22 (Standort) | 28. Aug. 2018 |           |
|                                                           | Hier wohnte Hans Heinz Levor Jg. 1915 Flucht 1938 Südafrika                                                                               | Liebensteiner Straße 22 (Standort) | 28. Aug. 2018 |           |
|                                                           | Hier wohnte Gerhard Levor Jg. 1916 Flucht 1938 Südafrika                                                                                  | Liebensteiner Straße 22 (Standort) | 28. Aug. 2018 |           |
|                                                           | Hier wohnte Hedwig Strauss geb. Finke Jg. 1881 deportiert 1942 Schicksal unbekannt                                                        | Nürnberger Straße 29 (Standort)    | 28. Aug. 2018 |           |
|                                                           | Hier wohnte Toni Katzenstein geb. Strauss Jg. 1907 deportiert 1942 ermordet in Sobibor                                                    | Nürnberger Straße 29 (Standort)    | 28. Aug. 2018 |           |
|                                                           | Hier wohnte Meier Katzenstein Jg. 1902 Flucht Indien                                                                                      | Nürnberger Straße 29 (Standort)    | 28. Aug. 2018 |           |
|                                                           | Hier wohnte Philipp Kuhn Jg. 1899 Flucht 1940 Bolivien                                                                                    | Nürnberger Straße 36 (Standort)    | 28. Aug. 2018 |           |
|                                                           | Hier wohnte Kerry Kuhn geb.Wolf Jg. 1905 Flucht 1940 Bolivien                                                                             | Nürnberger Straße 36 (Standort)    | 28. Aug. 2018 |           |
|                                                           | Hier wohnte Alfred Kuhn Jg. 1934 Flucht 1940 Bolivien                                                                                     | Nürnberger Straße 36 (Standort)    | 28. Aug. 2018 |           |
|                                                           | Hier wohnte Thea Lena Kuhn Jg. 1930 Flucht 1940 Bolivien                                                                                  | Nürnberger Straße 36 (Standort)    | 28. Aug. 2018 |           |
|                                                           | Hier wohnte Robert Wolf Jg. 1872 unfreiwillig verzogen 1939 Mainz deportiert 1942 Theresienstadt ermordet 21.6.1943                       | Nürnberger Straße 38 (Standort)    | 27. Sep. 2013 |           |
|                                                           | Hier wohnte Karl Wolf Jg. 1881 unfreiwillig verzogen 1939 Mannheim deportiert 1940 Gurs ermordet 8.1.1942                                 | Nürnberger Straße 38 (Standort)    | 27. Sep. 2013 |           |
|                                                           | Hier wohnte Bertel Else Wolf Jg. 1923 unfreiwillig verzogen 1939 Mannheim deportiert 1940 Gurs Flucht 1941 Schweiz überlebt               | Nürnberger Straße 38 (Standort)    | 27. Sep. 2013 |           |
|                                                           | Hier wohnte Gertrud Wolf geb.Rogozinski Jg. 1884 unfreiwillig verzogen 1939 Mannheim deportiert 1940 Gurs ermordet 14.8.1942              | Nürnberger Straße 38 (Standort)    | 27. Sep. 2013 |           |
|                                                           | Hier wohnte Adolf Oppenheim Jg. 1880 deportiert 1941 Minsk ermordet                                                                       | Nürnberger Straße 43 (Standort)    | 28. Aug. 2018 |           |
|                                                           | Hier wohnte Leopold Weinberg Jg. 1874 deportiert 1941 Kowna Fort IX ermordet 25.11.1941                                                   | Nürnberger Straße 43 (Standort)    | 28. Aug. 2018 |           |
|                                                           | Hier wohnte Julie Strauss geb. Katzenstein Jg. 1875 deportiert 1942 Theresienstadt 1942 Treblinka ermordet                                | Nürnberger Straße 54 (Standort)    | 28. Aug. 2018 |           |
|                                                           | Hier wohnte Margarete Strauss Jg. 1899 unfreiwillig verzogen 1938 Wiesbaden deportiert 1942 Sobibor ermordet                              | Nürnberger Straße 54 (Standort)    | 28. Aug. 2018 |           |
|                                                           | Hier wohnte Siegfried Leopold Jg. 1883 Flucht 1939 Belgien interniert Mechelen deportiert 1943 ermordet in Auschwitz                      | Pfarrplatz 4 (Standort)            | 28. Aug. 2018 |           |
|                                                           | Hier wohnte Ida Leopold geb. Hausmann Jg. 1890 Flucht 1939 Belgien interniert Mechelen deportiert 1943 ermordet in Auschwitz              | Pfarrplatz 4 (Standort)            | 28. Aug. 2018 |           |
|                                                           | Hier wohnte Gertrud Leopold Jg. 1918 Flucht 1938 USA                                                                                      | Pfarrplatz 4 (Standort)            | 28. Aug. 2018 |           |